# José Herrera (beisbolista venezolano)
José Concepción Herrera Ontiveros (San Lorenzo, estado Anzoátegui, Venezuela, 8 de abril de 1942) es un exbeisbolista venezolano que se desempeñaba de jardinero en las Grandes Ligas jugó para los Houston Astros (1967–1968) y Expos de Montreal (1969–1970). 
Herrera fue firmado por los Houston Colt .45 como agente libre aficionado e hizo su debut con el equipo después de convertirse en los Astros. Considerado como un dirigente emocional en el dugout, Herrera era una copia de seguridad clásica outfielder y conseguía cada posibilidad tenga en el campo y como bateador emergente también.
En una carrera de cuatro temporadas, Herrera registró un promedio de bateo de .264 con dos Home run, 20 Carrera impulsadas, 16 carreras, 522 Hit, y 10 dobles en 80 juegos jugados.
- Datos: Q6292462